# فرودگاه شهری وینونا
فرودگاه شهری وینونا  (به انگلیسی: Winona Municipal Airport) (به زبان بومی: Max Conrad Field) یک فرودگاه همگانی  با کد یاتا ONA است که یک باند فرود آسفالت دارد و طول باند آن ۱۵۸۵ متر است. این فرودگاه در  کشور ایالات متحده آمریکا قرار دارد و در ارتفاع ۱۹۹٫۹ متری از سطح دریا واقع شده است.